# Томос об автокефалии Православной церкви Украины
«Патриарший и Синодальный Томос предоставления автокефального церковного устройства Православной Церкви Украины» (греч. Πατριαρχικός Και Συνοδικός Τόμος χορηγήσεως αυτοκεφάλου εκκλησιαστικού καθεστώτος εις την εν Ουκρανίαι Ορθοδόξων Εκκλησίαν) — церковный канонический документ, который был издан 6 января 2019 года патриархом Константинопольским Варфоломеем и Священным синодом Константинопольской православной церкви для Киевской митрополии. Томос предоставляет Киевской митрополии (в составе всех православных епископов, священников и верующих на территории Украины, которые согласны с этим) автокефальный статус и делает её автокефальной церковью — Православной церковью Украины.

## Изготовление
Томос был выполнен иконописцем и каллиграфом иеромонахом Лукой в монастыре Ксенофонт на Афоне.
Текст оригинала записан на греческом языке в традиционной православной византийской каллиграфии на пергаменте.

## Название церкви
Название «Православная церковь Украины» (или просто «Церковь Украины») отражает православную экклезиологию, которая предусматривает, что существует только одна Вселенская православная церковь, административно делящаяся по территориальному принципу — Православная церковь в Греции, Православная церковь в Румынии, Православная церковь на Украине и т. п. Хотя исторически поместные церкви использовали различные названия и этому не уделялось особого внимания, но после соборного осуждения ереси этнофилетизма в XIX веке Константинопольский патриархат стал настаивать на теологически правильных названиях, которые будут подчеркивать территориальный, а не этнический принцип. Именно поэтому во внутренних церковных документах Константинопольского патриархата используются названия «Церковь (в) [название территории]», даже если юридическое название церкви другое.
В томосе используются различные наименования украинской церкви, что обусловлено высоким византийским стилем текста, который предусматривает богатый язык, синонимические ряды и обороты. Константинопольская православная церковь настаивала на официальном названии «Православная церковь на Украине», но по просьбе украинской стороны она была переименована в «Православная церковь Украины» (Ορθόδοξη Εκκλησία της Ουκρανίας), что закреплено в уставе.